# Ткаченко, Олеся Викторовна
 Олеся Викторовна Ткаченко (род. 27 марта 2005 года, Красноуральск, Свердловская область, Россия) — российская самбистка и дзюдоистка. Призёрка чемпионата России по самбо. Чемпионка мира по пляжному самбо. Чемпионка России по пляжному самбо. Мастер спорта России международного класса. 

## Биография
Ткаченко уроженка города Красноуральск Свердловской области. Начала заниматься дзюдо с 15 лет в местной спортивной школе в Красноуральске. Первым тренером по дзюдо был Сергей Исупов. На данный момент выступает в составе сборной Свердловской области на всероссийских соревнованиях и тренируется в СК «Родина». 

## Спортивная карьера

### Дзюдо
В дзюдо Ткаченко имеет в своем активе золотую медаль первенства России среди юниоров 2023 года в весе свыше 78 кг. 

### Самбо
В феврале 2022 года она стала финалисткой первенства России среди девушек до 18 лет, затем в сентябре стала победительницей первенства Европы среди девушек в весе свыше  80 кг. В феврале 2023 года выиграла первенства России среди юниорок и отобралась на первенство мира. В апреле 2023 года она добыла золотую медаль на первенстве Европы среди юниоров, который прошёл в Израиле. В июне 2023 году стала чемпионкой России по пляжному самбо в весе свыше 72 кг. В августе 2023 года Ткаченко приняла участие на кубке мира по-классическому самбо в Кыргызстане, где завоевала бронзовую медаль. В сентябре 2023 года дошла до финала чемпионата мира по пляжному самбо в весовой категории свыше 72 кг. В октябре 2023 года пришла первой на первенстве мира среди юниоров в весе выше 80 кг.  В марте 2024 года впервые была призёркой взрослого чемпионата России по самбо, который проходил в Брянске. В июне 2024 года стала во второй раз чемпионкой России по пляжному самбо в весе свыше 72 кг. В августе 2024 года выиграла бронзовую медаль кубка мира самбо в весе свыше 80 кг, прошедший в Кыргызстане. В сентябре 2024 она впервые выиграла чемпионат мира по пляжному самбо в весе выше 72 килограмм.

## Спортивные результаты
Самбо:
- Взрослый уровень:
  - 2023, 2024 Чемпионат России по пляжному самбо  — ;
  - 2023 Чемпионат мира по пляжному самбо — ;
  - 2023 Кубок мира — ;
  - 2024 Чемпионат России — ;
  - 2024 Кубок мира — ;
  - 2024 Чемпионат мира по пляжному самбо — ;
  - 2024 Кубок России — ;

- Юниорский уровень:
  - 2023 Первенство России — ;
  - 2023 Первенство Европы  — ;
  - 2023 Первенство мира — ;
  - 2025 Первенство России — ;[11]

- Кадетский уровень:
  - 2022 Первенство России — ;
  - 2023 Первенство России — ;[1].
  - 2022 Первенство Европы — ;

Дзюдо
- Юниорский уровень:
  - 2023 Первенство России — ;